# Luhecun
Luhecun (kinesiska: 鹿鹤村乡, 鹿鹤村) är en socken i Kina. Den ligger i provinsen Sichuan, i den sydvästra delen av landet, omkring 500 kilometer söder om provinshuvudstaden Chengdu. Antalet invånare är 4 462. Befolkningen består av 2 022 kvinnor och 2 440 män. Barn under 15 år utgör 22,0 %, vuxna 15-64 år 66 %, och äldre över 65 år 11,0 %.
Genomsnittlig årsnederbörd är 1 040 millimeter. Den regnigaste månaden är juli, med i genomsnitt 231 mm nederbörd, och den torraste är mars, med 15 mm nederbörd.